# Франконска гора
Франконска гора или Франкен Валд (на немски: Frankenwald) е нископланински масив, простиращ се от север на юг на протежение около 50 km в Германия, провинции Бавария и Тюрингия. На югоизток ниска седловина (около 600 m н.в.), в района на град Мюнхберг го отделя от масива Фихтел, а на северозапад друга ниска седловина (около 600 m н.в.) – от масива Тюрингер Валд. Изграден предимно от гнайси, гранити и кварцити и е силно разчленен от дълбоки речни долини. Максимална височина връх Дьобраберг (795 m), издигащ се в източната му част. Франконската гора се явява главен вододел между водосборните бадейни на реките Елба и Рейн. На север към басейна на Елба тикат реките Зелбиц, Зормиш и др. леви притоци на Зале, а на юг и запад – реките Родах, Кронах и др. от басейна на Майн (десен приток на Рейн). Големи пространства от него (над 52 хил.ха) са обрасли със смърчови, елови и борови гори, поради което масива е известен като „зелената корона на Бавария“.